# Рівадавія (округ)
Округ Рівада́вія (ісп. Rivadavia) — адміністративно-територіальна одиниця 2-ого рівня у провінції Буенос-Айрес в центральній Аргентині. Адміністративний центр округу — м. Америка (ісп. América).
Населення округу становить 17143 особи (2010). Площа — 3940 кв. км.

## Історія
Округ заснований у 1910 році. Названий на честь Бернардіно Рівадавія.

## Населення
У 2010 році населення становило 17143 особи. З них чоловіків — 8779, жінок — 8364.

## Політика
Округ належить до 4-ого виборчого сектору провінції Буенос-Айрес.